# Сан Франсиско, Рене Ривера (Алтар)
Сан Франсиско, Рене Ривера (шп. San Francisco, René Rivera) насеље је у Мексику у савезној држави Сонора у општини Алтар. Насеље се налази на надморској висини од 530 м.

## Становништво
Према подацима из 2005. године у насељу су живела 3 становника.

### Хронологија
| Година       | 2000 | 2005 |
| ------------ | ---- | ---- |
| Становништво | 2    | 3    |

### Попис
| # | Индикатор                        | Вредност |
| - | -------------------------------- | -------- |
| 1 | Укупно појединачних домаћинстава | 1        |